# Sałata kompasowa
Sałata kompasowa (Lactuca serriola L.) – gatunek rośliny z rodziny astrowatych (Asteraceae). Jest szeroko rozprzestrzenioną na świecie rośliną synantropijną. Roślina trująca. Z roślin tego gatunku wyselekcjonowano okazy o liściach pozbawionych goryczy i kolców, z których wyhodowano sałatę siewną – popularne warzywo już w starożytności w basenie Morza Śródziemnego.

## Rozmieszczenie geograficzne

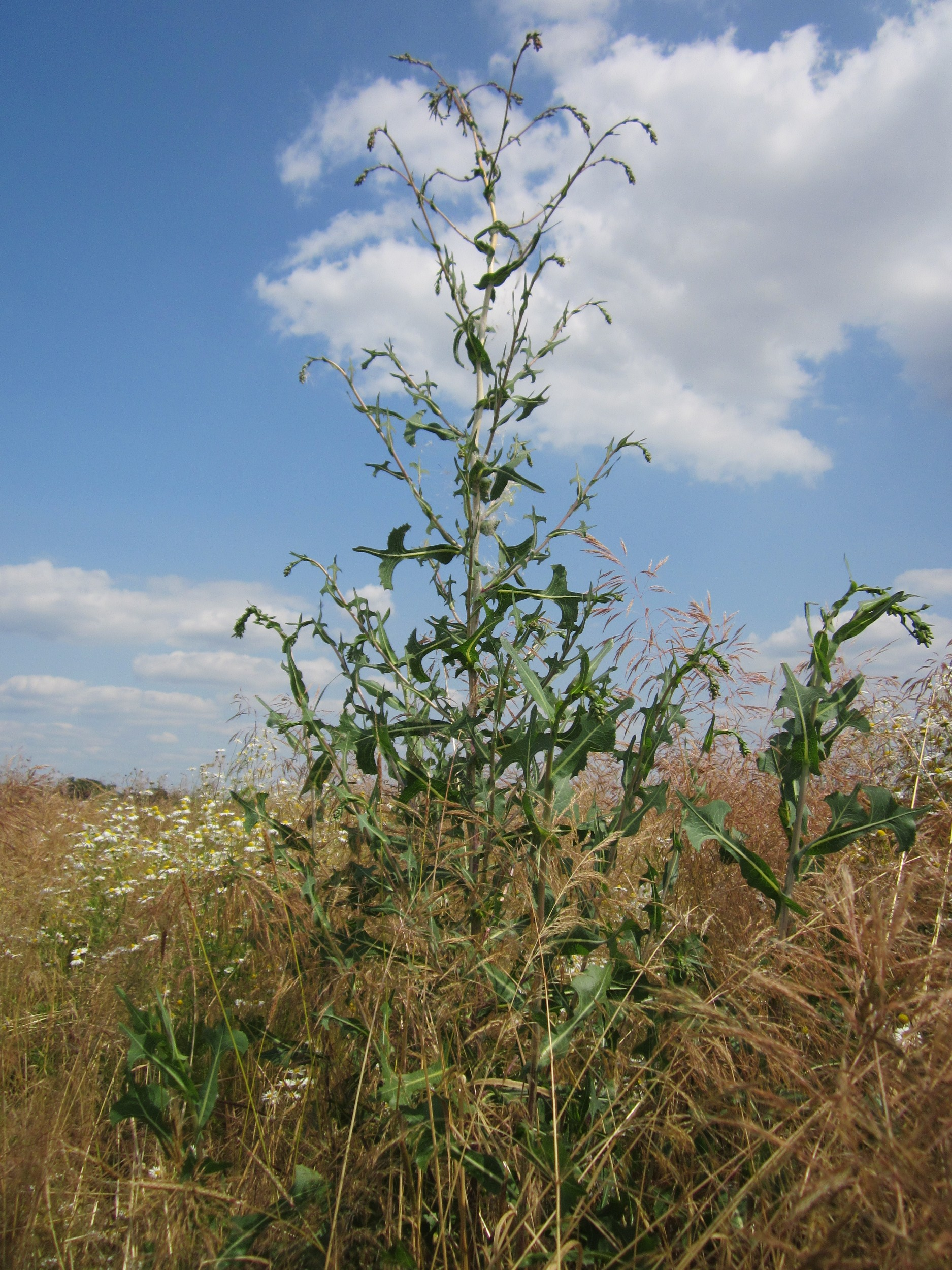
Pokrój

Gatunek pochodzenia śródziemnomorsko-irańsko-turańskiego. Rozprzestrzenił się jednak i obecnie poza Antarktydą występuje na wszystkich kontynentach i na wielu wyspach. W Europie na północy sięga po 65 stopień szerokości geograficznej na Półwyspie Skandynawskim. Do Ameryki Północnej dostał się jako gatunek zawleczony wraz z zanieczyszczonym ziarnem siewnym. W Polsce występował już we wczesnym średniowieczu, ale być może wcześniej. Jest dość pospolity, występuje na całym niżu i w niższych położeniach górskich. Lokalnie jest rzadki. Status gatunku we florze Polski: archeofit.
W Europie wciąż zwiększa swoje rozprzestrzenienie i zasięg i w wielu krajach jest uważany za gatunek inwazyjny na siedliskach synantropijnych. Za przyczynę tego uważa się wzrost komunikacji i ocieplenie klimatu. Obecnie sałata kompasowa jest najbardziej na świecie rozprzestrzenionym gatunkiem rodzaju Lactuca.

## Morfologia
ŁodygaO wysokości do 150 cm, wzniesiona, rzadziej pokładająca się, obła, prążkowana, kolczasta, białawoszarawa lub szarozielona, z sokiem mlecznym.
LiścieSą w charakterystyczny sposób ustawione parami w jednej płaszczyźnie, w kierunku północ-południe, w zarysie szeroko odwrotnie jajowate. Są pierzasto wcinane, mają strzałkowatą nasadę, na dolnej stronie liścia ząbki na głównym nerwie, podobne na brzegach blaszki.
LiścienieOkrągłe do szerokoeliptycznych z nasadą przechodzącą w ogonek i zaokrąglonym wierzchołkiem.
KwiatyZebrane w koszyczki, te zaś w groniasty lub wiechowaty kwiatostan. Jego oś jest falisto powyginana. Dość wąskie koszyczki mają długość 8–12 mm i znajduje się w nich po kilkanaście kwiatów. Brak plewinek. Kwiaty od wewnętrznej strony jasnożółte, od zewnętrznej jasnofioletowe.
OwocNiełupka ze śnieżnobiałym puchem kielichowym. Posiada na szczycie niewielką piramidkę z dość długim i bezbarwnym dzióbkiem (rostrum). Na powierzchni ma 2 rzędy włosków i 5-9 żeberek.

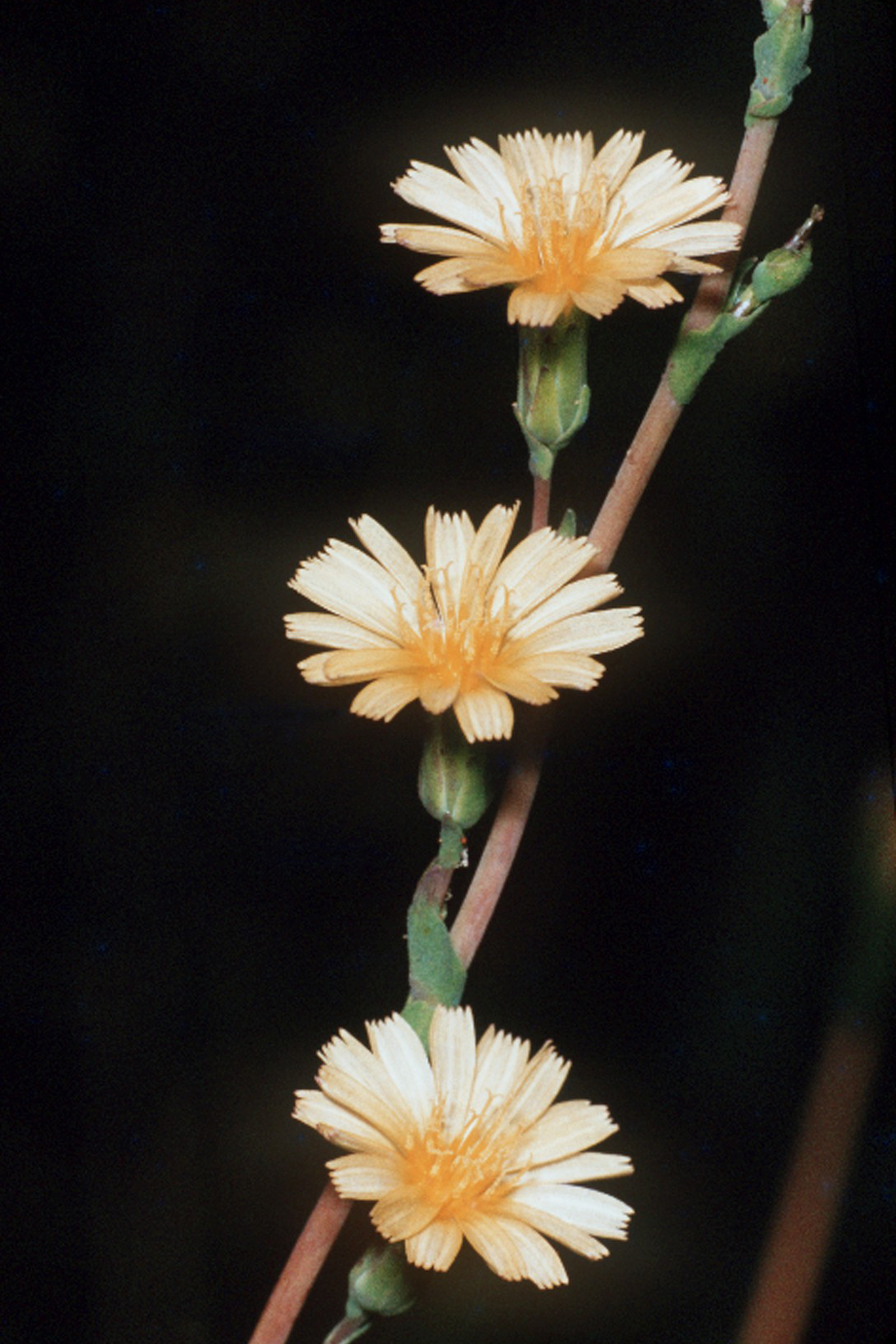
Pęd kwiatostanowy
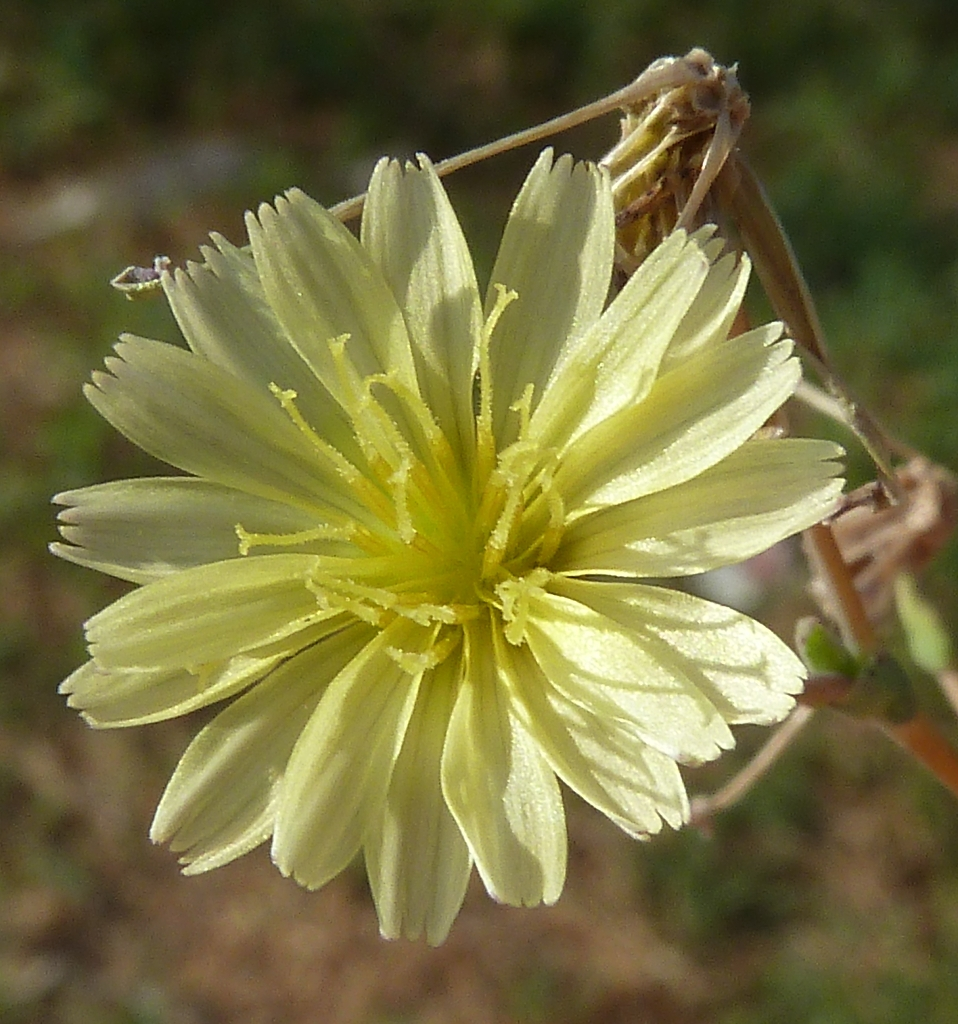
Koszyczek
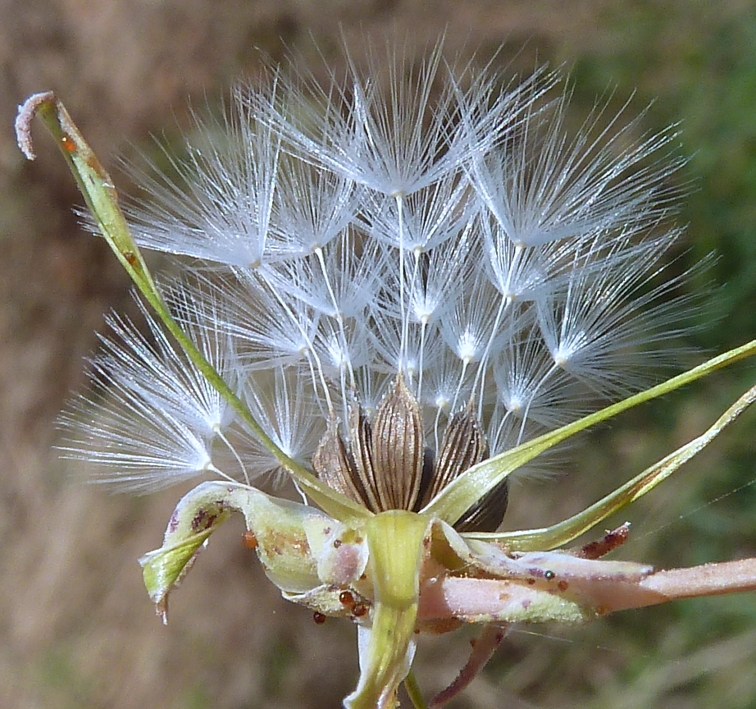
Owoce
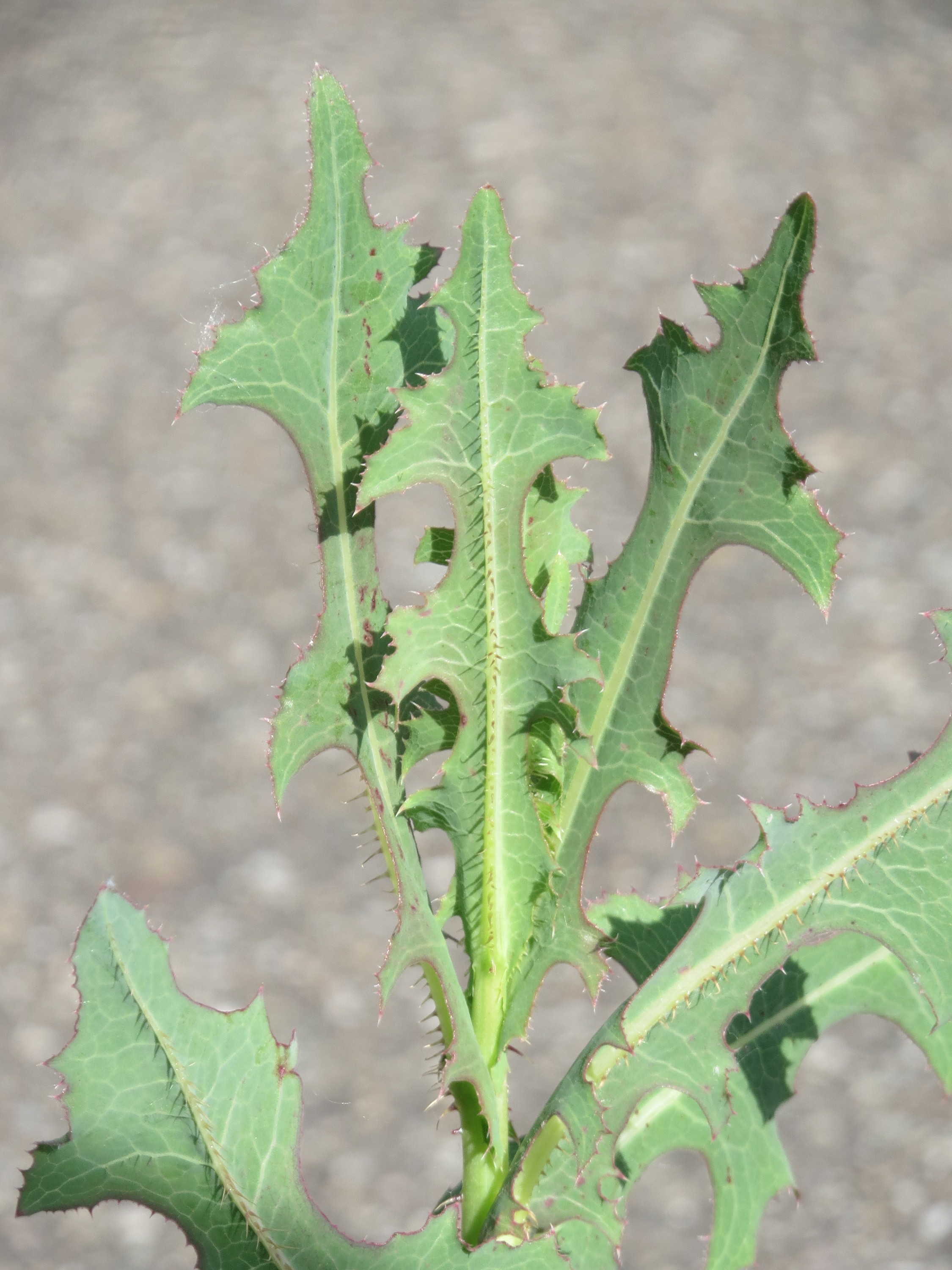
Liście

## Biologia i ekologia
RozwójRoślina roczna lub dwuletnia, hemikryptofit. Kwitnie od lipca do września. Kwiaty przedprątne, owadopylne. Z badań wynika, że tylko 1–5% populacji powstaje w wyniku zapylenia krzyżowego przez owady. Samopylność i wytwarzanie dużej ilości bardzo drobnych nasion to czynniki sprzyjające migracji i rozprzestrzenianiu się gatunku. Sprzyja temu także wczesne zakwitanie, długi okres owocowania, duża żywotność nasion, plastyczność ekologiczna.
Jest tzw. rośliną kompasową – jej liście ustawiają się równolegle do kierunku promieni słonecznych, co chroni ją przed nadmiernym parowaniem.
SiedliskoRoślina światłolubna i synantropijna, występująca głównie na siedliskach ruderalnych; nieużytkach, przydrożach, placach budowy, rumowiskach, terenach kolejowych, ale czasami także na siedliskach segetalnych, jako chwastw uprawach zbóż, kukurydzy, rzepaku, buraków, roślin strączkowych. W uprawach pojawia się głównie na polach odłogowanych. Preferuje gleby suche, nieco kamieniste i bogate w składniki pokarmowe. Czasami występuje także nad rzekami. Jest gatunkiem o dużej zmienności morfologicznej i ekologicznej. Do końca XX wieku w Polsce występowała głównie na siedliskach ruderalnych, ostatnio jednak coraz bardziej zwiększa swój udział w agrocenozach, stając się dokuczliwym chwastem. Najczęściej zachwaszcza uprawy rzepaku ozimego i zbóż ozimych, rzadziej roślin okopowych, szczególnie na glebach średnich, suchych i bogatych w związki wapnia.
Gatunek charakterystyczny dla Ass. Erigeronto-Lactucetum i wyróżniający dla związku zespołów (All.) Sisymbrion.
Własności fitochemiczneRoślina zawiera alkaloid, w soku mlecznym laktucerynę, laktucynę oraz laktukopirynę. Roślina trująca. Trujący jest jej sok mleczny. Po spożyciu w większych ilościach powoduje niepokój i zaburzenia nerwowe, a nawet śmierć. Objawami zatrucia są wymioty, rozszerzenie źrenic, przyśpieszona akcja serca. Przyczyną śmierci jest zatrzymanie akcji serca. Roślina jest trująca m.in. także dla koni, bydła, owiec, świń i psów (dla tych ostatnich śmiertelna dawka to 2 g świeżego wyciągu z rośliny).
GenetykaLiczba chromosomów 2n = 18.
Korelacje międzygatunkoweNa sałacie kompasowej pasożytuje grzybopodobny lęgniowiec Bremia lactucae wywołujący mączniaka rzekomego i niektóre gatunki grzybów: Golovinomyces cichoracearum wywołujący mączniaka prawdziwego, Mycosphaerella hieracii wywołująca plamistość liści i Microdochium panattonianum. Jest też żywicielem larw muchówek Ensina sonchi i Trupanea amoena.

## Zastosowanie
- Liście w niewielkich ilościach są jadalne, zarówno na surowo, jak i po ugotowaniu. Nadają się do tego celu tylko młode liście, potem bowiem stają się gorzkie[15].
- Sok mleczny zawiera substancję o działaniu podobnym do opium, ale nie powodującą uzależnień. Z tego powodu był używany do leczenia uzależnień od opium[15].